# Cajnarje
Cajnarje is een plaats in Slovenië en maakt deel uit van de gemeente Cerknica in de NUTS-3-regio Notranjskokraška. De plaats telde 20 inwoners op 1 januari 2020.